# كريم عزيزو
كريم عزيزو (20 يناير 1985

 في بيريغو) (بالفرنسية: Karim Azizou)‏ لاعب كرة قدم مغربي الجنسية فرنسي المولد يلعب حاليا في نادي لوكيزي الإيطالي الهاوي منذ سنة 2007 حيث يجيد اللعب في مركز الظهير الأيمن .
سبق لعزيزو اللعب في أندية بوردو الفرنسي (2004-2005) تريستينا الإيطالي (2005-2006) كريمونزي الإيطالي (2007) .

## وصلات خارجية
- كريم عزيزو على موقع قاعدة بيانات كرة القدم.إي يو (الإنجليزية)